# 第二次能代事件
第二次能代事件（だいにじのしろじけん）とは、北朝鮮（朝鮮民主主義人民共和国）によるスパイ事件。1963年（昭和38年）5月10日検挙。

## 概要
この事件は、拳銃、乱数表、アメリカ合衆国の紙幣を所持した北朝鮮工作員1名（氏名不詳）が日本に密入国しようとして失敗し、1963年5月10日、秋田県能代市大関浜において水死体で発見されたスパイ事件である。同年4月1日に、同じ能代市の内浜地内で水死体で発見された第一次能代事件と同じグループの成員ではないかと判断された。
1963年11月21日、秋田地方検察庁は、出入国管理令違反の1名に対し、被疑者死亡につき不起訴処分とした。